# Poems of Mr John Milton, Both English and Latin

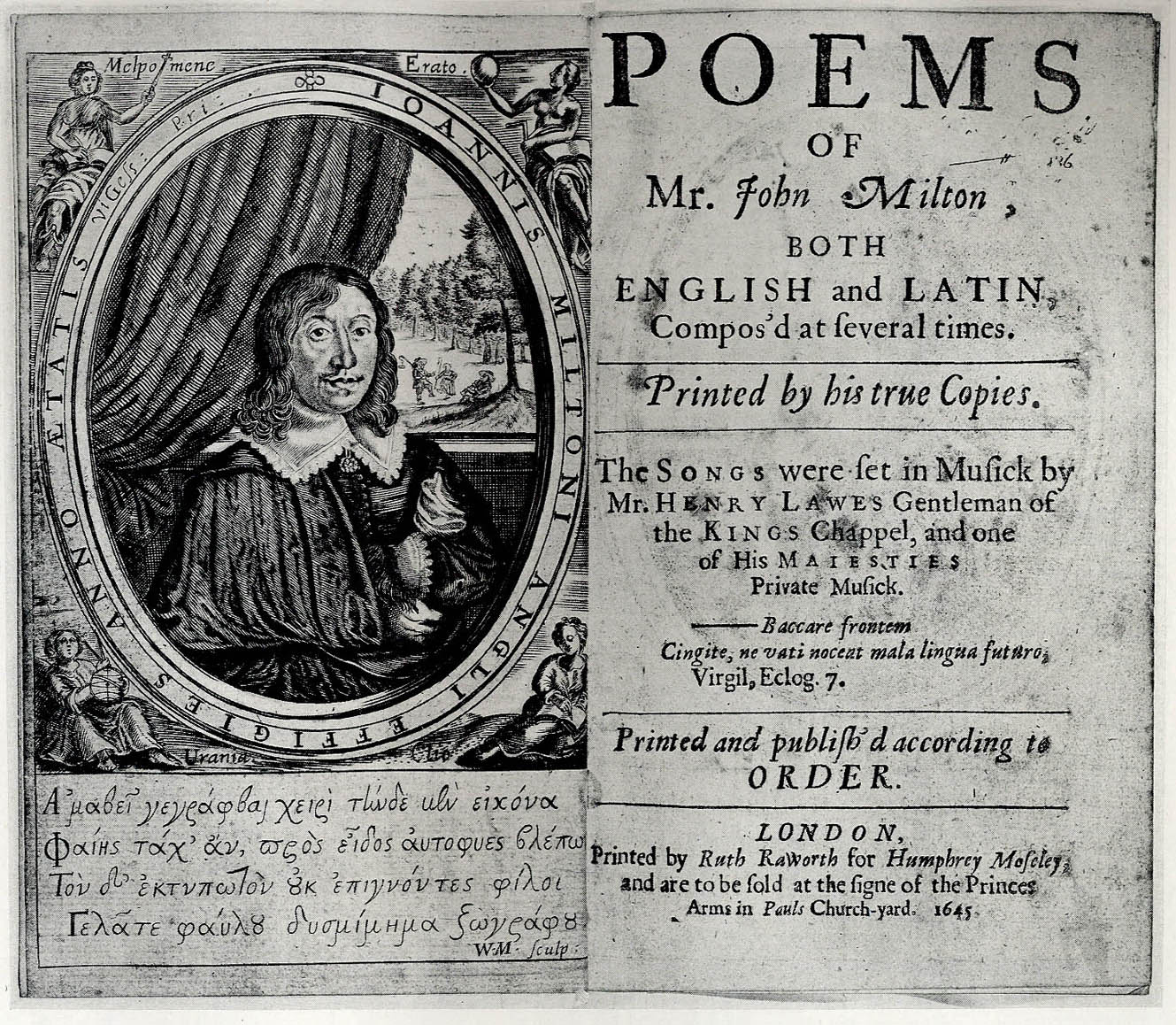
Poems, met een afbeelding van John Milton omringd door vier muzen

Miltons Gedichten uit 1645 is een, in aparte Engelse en Latijnse secties verdeelde, verzameling gedichten uit John Miltons jongere jaren.
De verzameling omvat diverse genres en bevat werken als: An Ode on the Morning of Christ's Nativity, Comus en Lycidas.
Het verscheen voor het eerst aan het eind van 1645: het werd uitgegeven door de royalistische uitgever Humphrey Moseley onder de titel "Poems of Mr. John Milton both English and Latin, compos'd at several times" (vrij vertaald: Gedichten van dhr. John Milton zowel in Engels als Latijn, geschreven op verschillende tijden). De frontispice toont een onflatteus portret van Milton door etser William Marshall, met daaronder satirische verzen waarin Milton in het Grieks enige gelijkenis ontkent. In 1673, één jaar voor zijn dood, bracht Milton een herziene en uitgebreide editie uit van zijn Gedichten.

## Inhoud
Naast het eerste voorblad bevat het werk aparte titelpagina's voor de Latijnse "Poemata" en Comus. Er zijn ook vijf sonnetten en een "Canzone" geschreven in het Italiaans die niet apart vermeld worden. De volgorde van de Engelse gedichten is als volgt:
- On the Morning of Christ's Nativity
- Een parafrase van Psalm 114
- Psalm 136
- The Passion
- On Time
- Upon the Circumcision
- At A Solemn Musick
- An Epitaph on the Marchioness of Winchester
- Song on May Morning
- On Shakespeare
- On the University Carrier (Hobson's Epitaph)
- Another on the Same
- L'Allegro
- Il Penseroso
- Sonnetten 1-10
- Arcades
- Lycidas
- Comus

De Latijnse gedichten zijn verdeeld in "Elegiarum" (elegieën) en "Sylvarum Liber" (bosgedichten) en eindigen met de Epitaphium Damonis ('grafschrift voor Damo', een gedicht dat de dood van Miltons beste vriend Charles Diodati beweent. Qua thema's, terminologie en organisatie "is deze sectie een evenwichtige weerspiegeling van de Engelse collectie".

## Betekenis
Hoewel veel van de gedichten opzichzelfstaande meesterwerken zijn, is het de vraag hoe het werk in te passen is in Miltons poëtische carrière, waarvan het epische gedicht Paradise Lost algemeen beschouwd wordt als de bekroning. Milton noemt zichzelf een "future poet" (toekomstige dichter) op de titelpagina, naar een citaat uit Vergilius' Georgica. Sommige recensenten zien dit als bewijs dat Milton zich bewust voorbereidde op een groter werk. Anderen betwisten dat en menen dat Milton zijn poëtische loopbaan presenteert als veranderend, iets dat nog niet vaststaat.
In hoeverre het werk de republiekeinse politiek, die Milton zich tegen die tijd eigen begon te maken, ondersteunt is aanvechtbaar. Miltons uitgever, Mosely, ondersteunde royalistische dichters, zoals Edmund Waller, het werk bevat lof van aristocraten en traditioneel royalistische stukken, zoals: Comus. Toch zijn werken als Lycidas een sterk argument dat Milton zijn radicale puriteinse politiek subtiel laat doorschemeren in het werk.